# Sceletium
Sceletium ist eine Pflanzengattung aus der Familie der Mittagsblumengewächse (Aizoaceae).

## Beschreibung
Die Arten der Gattung Sceletium sind liegende, niederliegende oder selten aufrechte kleine Sträucher mit faserigen Wurzeln, die oft in anderen Sträuchern klettern. Die Internodien sind schwach verholzt, die Rinde enthält zusätzliche Gefäßbündel. Die Zweige sind schlank, ältere werden an ihrer Basis mit dem Alter oft kräftig. Ihre flachen, eiförmigen Laubblätter sind kreuzgegenständig angeordnet und kurz miteinander verwachsen. Am Blütenstand werden sie wechselständig. Trockene Laubblätter bleiben an den Pflanzen und geben ihnen ein skelettartiges Aussehen. Deutlich ausgeprägte zentrale wasserspeichernde Zellen sind nicht vorhanden. Die Blasenzellen der Internodien und Laubblätter sind mesomorph und auffällig oder nicht auffallend.
Die Blüten bilden wenigblütige Zymen und sind nur selten einzeln. Sie sind gestielt oder sitzend und weisen einen Durchmesser von 20 bis 40 Millimeter auf. Es sind vier bis sechs ausdauernde Kelchblätter vorhanden. Die weißen, blass bis leuchtend gelben, blass rosafarbenen oder blass lachsfarbenen, zugespitzten, gekerbt oder unregelmäßig gezähnten Kronblätter sind 1 oder 2 Millimeter breit. Die Kelchblätter und die Kronblätter sind an ihrer Basis zu einer kurzen Röhre miteinander verwachsen. Fadenförmige Staminodien sind vorhanden. Die Nektarien sind muschelförmig.
Die vier-, fünf- oder sechsfächrigen, sehr leichten Kapselfrüchte können Klappenflügel aufweisen. Die Kapselfrüchte enthalten schwarze oder braune, D-förmige Samen mit einer rauen Samenschale. Sie sind bis zu 2 Millimeter lang.

## Systematik und Verbreitung
Die Gattung Sceletium ist in den südafrikanischen Provinzen Ostkap, Nordkap und Westkap in der Karoo in Winter- und Sommerregengebieten verbreitet.
Die Erstbeschreibung erfolgte 1925 durch Nicholas Edward Brown. Die Gattung Sceletium gehört zur Unterfamilie Mesembryanthemoideae innerhalb der Familie der Mittagsblumengewächse. Die Typusart ist Sceletium tortuosum. Eine Revision der Gattung erfolgte 1996 durch Maike Gerbaulet.
Nach Heidrun Hartmann (2017) umfasst die Gattung Sceletium folgende Arten:
- Sceletium crassicaule (Haw.) L.Bolus
- Sceletium emarcidum (Thunb.) L.Bolus
- Sceletium exalatum Gerbaulet
- Sceletium expansum (L.) L.Bolus
- Sceletium rigidum L.Bolus
- Sceletium strictum L.Bolus
- Sceletium tortuosum (L.) N.E.Br.
- Sceletium varians (Haw.) Gerbaulet

## Nachweise